# 대한민국식재료수출협회
대한민국식재료수출협회는 대한민국 농산물, 수산물, 축산물, 임산물, 가공식품 등의 식재료 산업을 진흥하고 건전한 거래질서를 확립하여 식재료 수출을 확대시킴으로써 농림수산식품산업과 국가 경제에 기여 목적으로 2009년 5월 28일 설립된 대한민국 농림축산식품부 소관의 사단법인이다. 사무실은 서울특별시 서초구 양재동 232, aT센터 1105호에 있다.